# Enicospilus ugaldei
Enicospilus ugaldei là một loài tò vò trong họ Ichneumonidae.